# Sejm
Sejm és el nom de la cambra baixa del parlament polonès, encara que en altres èpoques designava el parlament en el seu conjunt. El nom complet en polonès és Sejm Rzeczypospolitej Polskiej («Sejm de la República de Polònia»), encara que se sol abreujar a Sejm RP o simplement Sejm .

## Història
El Sejm va ser instituït per primera vegada el 1182 a la localitat de Łęczyca.
A final del segle xv consistia en la cambra baixa (izba poselska) i la cambra alta o senat. Fins a 1795 la tercera part de l'estructura del Sejm era el rei.
Des de 1918, el Sejm es refereix únicament a la cambra baixa del Parlament, mentre que la cambra alta es diu senat. Des de la fi de la República Popular de Polònia, el Sejm té 460 membres elegits en eleccions proporcionals cada quatre anys.
Es eligeixen entre 7 i 19 diputats de cada circumscripció, que són repartits amb el mètode d'Hondt (amb una excepció, el 2001, quan es va utilitzar el mètode de Sainte-Laguë), el nombre proporcional és la població de la circumscripció. A més, s'utilitza un llindar, de manera que els candidats només són elegits entre els partits que van obtenir almenys el 5% dels vots a nivell nacional (els candidats de partits de minories ètniques són exempts d'aquest llindar).

## Composició
Les eleccions parlamentàries poloneses de 2023:
| Partits                                                                                                | Partits                                     | Sejm       | Sejm  | Sejm   | Sejm | Senat  | Senat |
| Partits                                                                                                | Partits                                     | Vots       | %     | Escons | +/–  | Escons | +/–   |
| --- | ------------------------------------------- | ---------- | ----- | ------ | ---- | ------ | ----- |
| | Dreta Unida (Zjednoczona Prawica)           | 7,640,854  | 35.38 | 194    | 41   | 34     | 12    |
| | Coalició Cívica (Koalicja Obywatelska, KO)  | 6,629,402  | 30.70 | 157    | 23   | 41     | 2     |
| | Tercera Via (Trzecia Droga, TD)             | 3,110,670  | 14.40 | 65     | 35   | 11     | 8     |
| | L'Esquerra (Lewica)                         | 1,859,018  | 8.61  | 26     | 23   | 9      | 7     |
| | Confederació (Konfederacja)                 | 1,547,364  | 7.16  | 18     | 7    | 0      | =     |
| | Minoria Alemanya (Mniejszość Niemiecka, MN) | 25,778     | 0.12  | 0      | 1    | —      | —     |
| | Independents                                | N/A        | N/A   | N/A    | N/A  | 5      | 1     |
| # | Total                                       | 18,201,348 |       | 460    |      | 100    |       |
| - Votants: 29,532,595 - Vots emesos: 21,966,891 (74.38%) - Nuls/en blanc: 370,217 - Vàlids: 21,596,674 |                                             |            |       |        |      |        |       |